# إعصار تيمبن
إعصار تيمبن (بالإنجليزية: Typhoon Tembin)‏ هو إعصار استوائي ينطلق من بحر الصين الجنوبي إلى جنوب شرق الفلبين وخاصة جزيرة مينداناو. يأتي هذا الإعصار بعد أقل من أسبوع من العاصفة الاستوائية كاي تاك. يُعتبر إعصار تيمبن العاصفة السابعة والعشرين التي تضرب المحيط الهادئ خلال موسم 2017.
في 16 ديسمبر 2017 بدأ تصنيف الحالة الجوية بمنخفض جوي، لتزداد شدة الحالة الجوية تدريجيياً ويعاد تصنيفها في 20 ديسمبر إلى عاصفة إستوائية. وفي 23 ديسمبر دخل لبحر الصين الجنوبي، وازداد شدته ليصبح إعصار. ويعتبر هذا الإعصار الأكثر تدميراً على جزيرة مينداناو منذ إعصار بوبا سنة 2012.

## الأضرار
حتى 27 ديسمبر 2017 خلّف الإعصار 266 قتيل، و153 مفقود، و12 ألف مشرد. انتشل أغلب الضحايا من نهر سالوغ، حيث جرفت السيول القرى المحيطة بالنهر مسببة انجرافات طينية شديدة أدت لمقتل سكان القرى.

| المدينة             | القتلى | مرجع  |
| ------------------- | ------ | ----- |
| بوكيدنون            | 6      | [ 1 ] |
| لاناو ديل نورتي     | 127    | [ 1 ] |
| لاناو ديل سور       | 18     | [ 1 ] |
| كزون                | 5      | [ 2 ] |
| زامبوانجا ديل نورته | 47     | [ 1 ] |
| المجموع:            | 203    |       |